# آلان فوسكويل
آلان فوسكويل (بالإنجليزية: Alan Voskuil)‏ مواليد 10 سبتمبر 1986 في موبيل، هو لاعب كرة سلة أمريكي. بدأ مسيرته الاحترافية في سنة 2009. يبلغ طوله 6 قدم 3 بوصة (1.9 م).

## المسيرة الاحترافية
لعب مع بالونكيستو فوينلابرادا في الدوري الإسباني في سنة 2009، ثم لعب مع هاليفاكس رينمين في موسم 2010–2011، ثم لعب مع بييلا لكرة السلة من سنة 2013 إلى 2015، ثم لعب مع فيرتوس روما في الدوري الإيطالي في موسم 2015–2016.

## روابط خارجية
- آلان فوسكويل على موقع الاتحاد الدولي لكرة السلة (الإنجليزية)
- آلان فوسكويل على موقع الدوري الإسباني لكرة السلة (الإسبانية)
- آلان فوسكويل على موقع كرة السلة الأوروبية.كوم (الإنجليزية)
- آلان فوسكويل على موقع كلية كرة السلة في سبورتس رفرنس.كوم (الإنجليزية)
- آلان فوسكويل على موقع ريلجم (الإنجليزية)
- آلان فوسكويل على موقع بروبوليرز (الإنجليزية)